# إصدارات غراسي
إصدارات غراسي (بالفرنسية: Éditions Grasset
) هي دار نشر فرنسية تأسست عام 1907 من طرف برنارد غراسي (1881-1955).

## روايتان مشهورتان
- Une histoire française، للكاتب فرنسوا نوريسييه، الجائزة الكبيرة للرواية من الأكاديمية الفرنسية
- Oublier Palerme، للكاتب ادموند شارل رو، جائزة غونكور

## روابط خارجية
- الموقع الرسمي